# Herrarnas 500 meter i hastighetsåkning på skridskor vid olympiska vinterspelen 1968
Herrarnas 500 meter i skridskor vid de olympiska vinterspelen 1968 avgjordes den 14 februari 1968 på Anneau de Vitesse. Loppet vanns av Erhard Keller från Västtyskland.
48 deltagare från 17 nationer deltog i tävlingen.

## Rekord
Gällande världsrekord och olympiska rekord (i sekunder) före Vinter-OS 1968:
| Världsrekord     | Erhard Keller (FRG)   | 39,2 | Inzell, Västtyskland | 28 januari 1968 |
| Olympiskt rekord | Terry McDermott (USA) | 40,1 | Innsbruck, Österrike | 5 februari 1964 |

## Medaljörer
| Gren      | Guld                       | Silver                                    | Brons |
| 500 meter | Erhard Keller Västtyskland | Terry McDermott USA Magne Thomassen Norge |       |

## Resultat
| Placering | Idrottare               | Nation         | Tid            |
| --------- | ----------------------- | -------------- | -------------- |
| 1         | Erhard Keller           | Västtyskland   | 40,3           |
| 2         | Terry McDermott         | USA            | 40,5           |
| 2         | Magne Thomassen         | Norge          | 40,5           |
| 4         | Jevgenij Grisjin        | Sovjetunionen  | 40,6           |
| 5         | Neil Blatchford         | USA            | 40,7           |
| 5         | Arne Herjuaune          | Norge          | 40,7           |
| 5         | John Wurster            | USA            | 40,7           |
| 8         | Seppo Hänninen          | Finland        | 40,8           |
| 8         | Håkan Holmgren          | Sverige        | 40,8           |
| 8         | Keiichi Suzuki          | Japan          | 40,8           |
| 11        | Herbert Höfl            | Västtyskland   | 41,0           |
| 11        | Anatolij Lepesjkin      | Sovjetunionen  | 41,0           |
| 13        | Roar Grønvold           | Norge          | 41,1           |
| 13        | Ard Schenk              | Nederländerna  | 41,1           |
| 15        | Hasse Börjes            | Sverige        | 41,2           |
| 15        | Heike Hedlund           | Sverige        | 41,2           |
| 15        | Masaki Suzuki           | Japan          | 41,2           |
| 18        | Valerij Muratov         | Sovjetunionen  | 41,4           |
| 19        | John Tipper             | Storbritannien | 41,5           |
| 19        | Gerd Zimmermann         | Västtyskland   | 41,5           |
| 21        | Tim Gray                | USA            | 41,6           |
| 21        | Valerij Kaplan          | Sovjetunionen  | 41,6           |
| 23        | Kimmo Koskinen          | Finland        | 41,7           |
| 24        | Manne Lavås             | Sverige        | 41,8           |
| 25        | Bob Boucher             | Kanada         | 42,0           |
| 26        | Otmar Braunecker        | Österrike      | 42,1           |
| 26        | Elio Locatelli          | Italien        | 42,1           |
| 26        | Geoff Stockdale         | Storbritannien | 42,1           |
| 29        | Johan Lind              | Norge          | 42,3           |
| 30        | Peter Nottet            | Nederländerna  | 42,3           |
| 31        | Mihály Martos           | Ungern         | 42,5           |
| 31        | Günter Traub            | Västtyskland   | 42,5           |
| 33        | Tamio Dejima            | Japan          | 42,6           |
| 33        | Jouko Launonen          | Finland        | 42,6           |
| 33        | Kees Verkerk            | Nederländerna  | 42,6           |
| 33        | Pete Williamson         | Kanada         | 42,6           |
| 37        | Takayuki Hida           | Japan          | 42,9           |
| 38        | Luvsanlkhagvyn Dashnyam | Mongoliet      | 43,0           |
| 38        | György Martos           | Ungern         | 43,0           |
| 40        | Olavi Hjellman          | Finland        | 43,1           |
| 41        | Colin Coates            | Australien     | 43,3           |
| 41        | Bob Hodges              | Kanada         | 43,3           |
| 43        | Ruedi Uster             | Schweiz        | 43,6           |
| 44        | Hansruedi Wildmer       | Schweiz        | 43,7           |
| 45        | Michel Thépénier        | Frankrike      | 43,8           |
| 46        | François Perrenoud      | Frankrike      | 44,1           |
| -         | David Boddington        | Storbritannien | Slutförde inte |
| -         | Jan Bols                | Nederländerna  | Slutförde inte |